# Boloria conducta
Boloria conducta är en fjärilsart som beskrevs av Schultz 1908. Boloria conducta ingår i släktet Boloria och familjen praktfjärilar. Inga underarter finns listade i Catalogue of Life.